# Ребекка Стівенс Голстед
Ребекка Стівенс «Беккі» Голстед (нар. 1959) — американська військова, колишній офіцер армії США та перша жінка, яка закінчила Вест-Пойнт і стала генералом. Вона була 34-м начальником боєприпасів і комендантом артилерійського центру та шкіл армії США на Абердинському випробувальному полігоні, штат Меріленд.

## Дитинство та юність
Голстед народилася у Вілсівіллі, штат Нью-Йорк, у 1959 році, і в 1977 році закінчила середню школу в Кандорі. У 1981 році вона закінчила Військову академію США зі ступенем бакалавра наук.

## Початок кар'єри

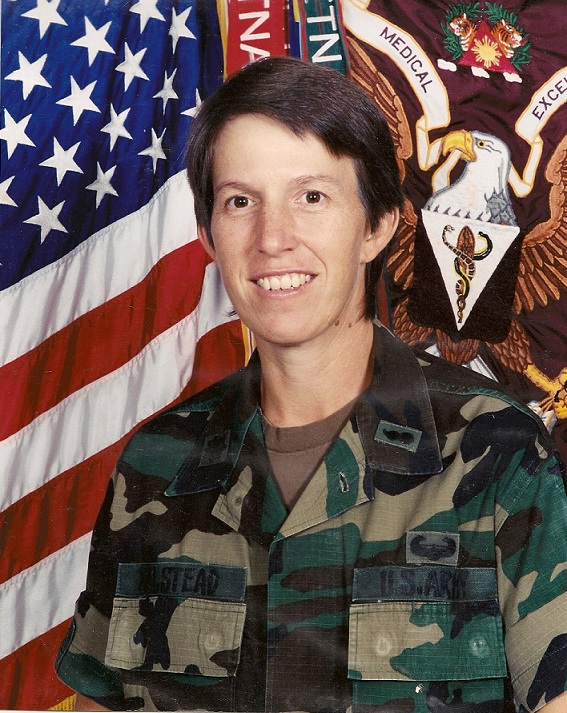
Підполковник Голстед, командирка 325-го передового батальйону підтримки, 1997 рік

Коли її призначили до Артилерійського корпусу, її перші посади були такі: командира взводу, оперативного офіцера та виконавчого офіцера 69-ї артилерійської роти 559-ї артилерійської групи у Віченці, Італія; командир штабу та штабної роти 80-го артилерійського батальйону, Форт Льюїс, Вашингтон; командир 63-ї артилерійської роти 80-го артилерійського батальйону, Форт Льюїс, штат Вашингтон; та офіцер матеріального забезпечення 80-го боєприпасового батальйону, Форт Льюїс, штат Вашингтон.
Її пізніші призначення: офіцер-розпорядник відділу боєприпасів Загального командування персоналу армії, Александрія, Вірджинія; ад'ютант командувача Об'єднаних збройних сил підтримки та Форт Лі, Вірджинія; офіцер з операцій підтримки та виконавчий офіцер батальйону, 526-й передовий батальйон підтримки, 101-а повітрянодесантна дивізія, Форт Кемпбелл, Кентуккі; штабний офіцер логістики та помічник виконавчого офіцера заступника начальника штабу армії США з логістики; командир 325-го передового батальйону підтримки 25-ї піхотної дивізії, Шофілд Барракс, Гаваї; командир 10-тої гірсько-піхотної дивізії підтримки (DISCOM), Форт-Драм, Нью-Йорк, включаючи обов'язки штабного офіцера матеріально-технічного забезпечення (C-4) коаліційної оперативної групи в Афганістані під час операції «Нескорена свобода»; виконавчий офіцер бойового командувача Південного командування Збройних сил Сполучених Штатів, Маямі, Флорида.

## Пізніша кар'єра

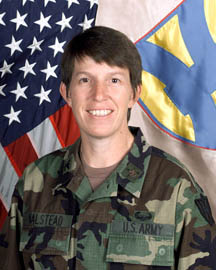
Полковник Голстед на посаді заступника командира 21-го командування підтримки на театрі операцій, 2003 рік

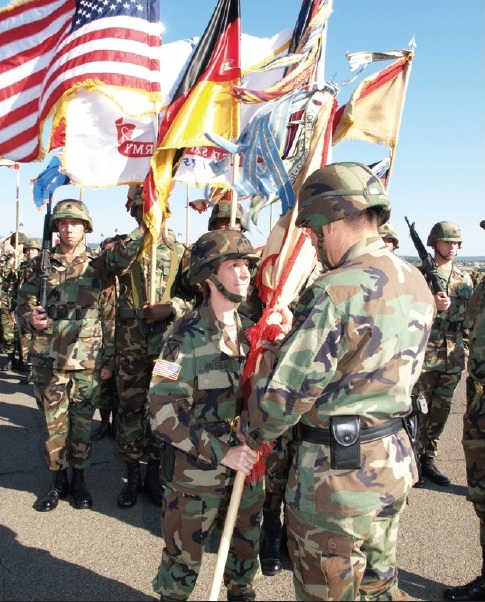
Бригадний генерал Голстед приймає знаки 3-го COSCOM під час церемонії зміни командування, 2004 рік

У вересні 2003 року Голстед була призначена заступником командира 21-го командування підтримки у Німеччині. У вересні 2004 року її призначили командиром 3-го командування корпусу підтримки (COSCOM), включаючи розгортання в Іраку для війни в Іраку. У січні 2005 року її підвищили до бригадного генерала, стала першою жінкою, яка закінчила Вест-Пойнт і отримала звання генерала.
У 2006 році Голстед була призначена начальницею боєприпасів армії та командувачкою артилерійського центру та шкіл армії США на Абердинському випробувальному полігоні, Меріленд. Під час свого перебування на посаді вона брала участь у плануванні роботи в армії, спрямованої на оптимізацію кар'єри у сферах боєприпасів, транспортування та постачання шляхом створення єдиного підрозділу комбінованого матеріально-технічного забезпечення. У рамках ініціативи з перегрупування та закриття бази (BRAC) ця оптимізація включала закриття Центру боєприпасів на Абердинському випробувальному полігоні та його перенесення до Форта Лі, штат Вірджинія. Вона звільнилася з армії в червні 2008 року.

## Освіта
Голстед закінчила базові та офіцерські курси підвищення кваліфікації офіцерів армії. У 1993 році вона здобула ступінь магістра військового мистецтва та наук у Командно-штабному коледжі армії США у Форті Лівенворті, Канзас, а у 2000 році здобула ступінь магістра наук із національної безпеки у Національному військовому коледжі у Форті Макнейрі, Вашингтон, округ Колумбія.

## Нагороди та кваліфікаційні знаки
Військові нагороди Хелстед включають: медаль «За видатні заслуги» ; медаль за відмінну службу; дві нагороди Легіону за заслуги; медаль «Бронзова зірка»; п'ять нагород медалей за похвальну службу; дві нагороди Похвальна медаль; та Медаль за досягнення. Вона також отримала нагрудний знак «Авіадесантник» і «Штурмовий знак армії».

## Поствійськова кар'єра
Після виходу на пенсію Голстед була обрана президентом Асоціації артилерійського корпусу армії США та приєдналася до Praevius Group, консалтингової фірми зі штату Вірджинія, як виконавчий директор з розвитку лідерів. Пізніше вона заснувала власну консалтингову фірму Steadfast Leadership. Крім того, вона прессекретар Фонду розвитку хіропрактики.

## Інші відзнаки
У 2007 році Хелстед отримала нагороду Національного жіночого історичного проєкту за «Покоління жінок, які рухають історію вперед». У 2011 році вона стала першою жінкою, на честь якої названо номер у готелі Thayer у Вест-Пойнті. У 2011 році вона також стала членом Зали слави артилерійського корпусу. У 2013 році її включили до Жіночої зали слави Нью-Джерсі. У 2021 році Голстед введено до Національної зали слави жінок.